# Campions d'individual masculí del Torneig de Roland Garros
El torneig de Roland Garros o Obert de França (en francès, Internationaux de France de Roland-Garros o Tournoi de Roland-Garros) és una competició tennística creada l'any 1891 que es disputa sobre terra batuda, actualment en el complex Stade Roland Garros de París, França. Es tracta d'un dels quatre tornejos Grand Slams de tennis i des de 1987 és el segon de la temporada celebrant-se entre maig i juny. L'organització del torneig pertany a la Fédération Française de Tennis.
Inicialment se celebrava al Racing Club de France però des de 1928 es disputa a la seu actual de París. Durant tota la seva història hi ha hagut dos períodes en què no s'ha disputat: 1916-19 per la Primera Guerra Mundial i 1940-45 per la Segona Guerra Mundial.
La competició individual masculina se celebra des de la seva inauguració l'any 1891. Fins a l'any 1925 només estava permesa la participació a tennistes que pertanyien a clubs de tennis francesos. El vencedor rep una rèplica en miniatura del trofeu Coupe des Mousquetaires en honor del mític equip francès de tennis que es van rebre el sobrenom de The Four Musketeers (els quatre mosqueters).

## Palmarès

### Championnat de France amateur international de tennis

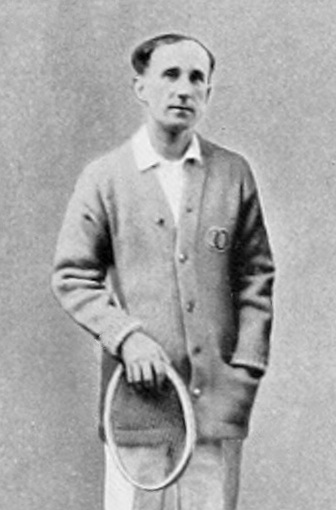
Maurice Germot va guanyar tres de les sis finals que va disputar.

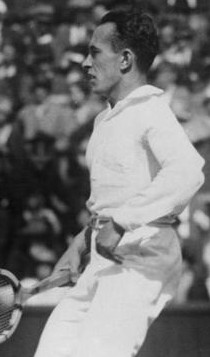
Henri Cochet va aconseguir cinc títols individuals.

Competició reservada a jugadors amateurs que pertanyen a clubs de tennis francesos.
| Any  | Vencedor                                       | Finalista                                      | Resultat                                       |
| ---- | ---------------------------------------------- | ---------------------------------------------- | ---------------------------------------------- |
| 1891 | H. Briggs                                      | P. Baigneres                                   | 6−3, 6−2                                       |
| 1892 | Jean Schopfer                                  | Francis Louis Fassitt                          | 6−2, 1−6, 6−2                                  |
| 1893 | Laurent Riboulet                               | Jean Schopfer                                  | 6−3, 6−3                                       |
| 1894 | André Vacherot                                 | Gérard Brosselin                               | 1−6, 6−3, 6−3                                  |
| 1895 | André Vacherot                                 | Laurent Riboulet                               | 9−7, 6−2                                       |
| 1896 | André Vacherot                                 | Gérard Brosselin                               | 6−1, 7−5                                       |
| 1897 | Paul Aymé                                      | Francky Wardan                                 | 4−6, 6−4, 6−2                                  |
| 1898 | Paul Aymé                                      | Paul Lebreton                                  | 5−7, 6−1, 6−2                                  |
| 1899 | Paul Aymé                                      | Paul Lebreton                                  | 9−7, 3−6, 6−3                                  |
| 1900 | Paul Aymé (4)                                  | Alain Prévost                                  | 6−3, 6−0                                       |
| 1901 | André Vacherot (4)                             | Paul Lebreton                                  |                                                |
| 1902 | Michel Vacherot                                | Max Décugis                                    | 6−4, 6−2                                       |
| 1903 | Max Décugis                                    | André Vacherot                                 | 6−3, 6−2                                       |
| 1904 | Max Décugis                                    | André Vacherot                                 | 6−1, 9−7, 6−8, 6−1                             |
| 1905 | Maurice Germot                                 | André Vacherot                                 |                                                |
| 1906 | Maurice Germot                                 | Max Décugis                                    | 5−7, 6−3, 6−4, 1−6, 6−3                        |
| 1907 | Max Décugis                                    | Robert Wallet                                  |                                                |
| 1908 | Max Décugis                                    | Maurice Germot                                 | 6−2, 6−1, 3−6, 10−8                            |
| 1909 | Max Décugis                                    | Maurice Germot                                 | 3−6, 2−6, 6−4, 6−4, 6−4                        |
| 1910 | Maurice Germot (3)                             | François Blanchy                               | 6−1, 6−3, 4−6, 6−3                             |
| 1911 | André Gobert                                   | Maurice Germot                                 | 6−1, 8−6, 7−5                                  |
| 1912 | Max Décugis                                    | André Gobert                                   |                                                |
| 1913 | Max Décugis                                    | Georges Gault                                  |                                                |
| 1914 | Max Décugis (8)                                | Jean Samazeuilh                                | 3−6, 6−1, 6−4, 6−4                             |
| 1915 | Sense competició per la Primera Guerra Mundial | Sense competició per la Primera Guerra Mundial | Sense competició per la Primera Guerra Mundial |
| 1916 | Sense competició per la Primera Guerra Mundial | Sense competició per la Primera Guerra Mundial | Sense competició per la Primera Guerra Mundial |
| 1917 | Sense competició per la Primera Guerra Mundial | Sense competició per la Primera Guerra Mundial | Sense competició per la Primera Guerra Mundial |
| 1918 | Sense competició per la Primera Guerra Mundial | Sense competició per la Primera Guerra Mundial | Sense competició per la Primera Guerra Mundial |
| 1919 | Sense competició per la Primera Guerra Mundial | Sense competició per la Primera Guerra Mundial | Sense competició per la Primera Guerra Mundial |
| 1920 | André Gobert (2)                               | Max Décugis                                    | 6−3, 3−6, 1−6, 6−2, 6−3                        |
| 1921 | Jean Samazeuilh                                | André Gobert                                   | 6−3, 6−3, 2−6, 7−5                             |
| 1922 | Henri Cochet                                   | Jean Samazeuilh                                | 8−6, 6−3, 7−5                                  |
| 1923 | François Blanchy                               | Max Décugis                                    | 1−6, 6−2, 6−0, 6−2                             |
| 1924 | Jean Borotra                                   | René Lacoste                                   | 7−5, 6−4, 0−6, 5−7, 6−2                        |

### Internationaux de France de tennis amateurs

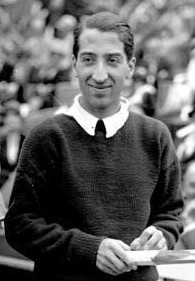
René Lacoste va vèncer en tres de les cinc finals que va jugar.

| Any  | Vencedor                                      | Finalista                                     | Resultat                                      |
| ---- | --------------------------------------------- | --------------------------------------------- | --------------------------------------------- |
| 1925 | René Lacoste                                  | Jean Borotra                                  | 7−5, 6−1, 6−4                                 |
| 1926 | Henri Cochet                                  | René Lacoste                                  | 6−2, 6−4, 6−3                                 |
| 1927 | René Lacoste                                  | Bill Tilden                                   | 6−4, 4−6, 5−7, 6−3, 11−9                      |
| 1928 | Henri Cochet                                  | René Lacoste                                  | 5−7, 6−3, 6−1, 6−3                            |
| 1929 | René Lacoste (3)                              | Jean Borotra                                  | 6−3, 2−6, 6−0, 2−6, 8−6                       |
| 1930 | Henri Cochet                                  | Bill Tilden                                   | 3−6, 8−6, 6−3, 6−1                            |
| 1931 | Jean Borotra (2)                              | Christian Boussus                             | 2−6, 6−4, 7−5, 6−4                            |
| 1932 | Henri Cochet (5)                              | Giorgo de Stefani                             | 6−0, 6−4, 4−6, 6−3                            |
| 1933 | Jack Crawford                                 | Henri Cochet                                  | 8−6, 6−1, 6−3                                 |
| 1934 | Gottfried von Cramm                           | Jack Crawford                                 | 6−4, 7−9, 3−6, 7−5, 6−3                       |
| 1935 | Fred Perry                                    | Gottfried von Cramm                           | 6−3, 3−6, 6−1, 6−3                            |
| 1936 | Gottfried von Cramm (2)                       | Fred Perry                                    | 6−0, 2−6, 6−2, 2−6, 6−0                       |
| 1937 | Henner Henkel                                 | Henry Austin                                  | 6−1, 6−4, 6−3                                 |
| 1938 | Donald Budge                                  | Roderik Menzel                                | 6−3, 6−2, 6−4                                 |
| 1939 | William McNeill                               | Bobby Riggs                                   | 7−5, 6−0, 6−3                                 |
| 1940 | Sense competició per la Segona Guerra Mundial | Sense competició per la Segona Guerra Mundial | Sense competició per la Segona Guerra Mundial |
| 1941 | Sense competició per la Segona Guerra Mundial | Sense competició per la Segona Guerra Mundial | Sense competició per la Segona Guerra Mundial |
| 1942 | Sense competició per la Segona Guerra Mundial | Sense competició per la Segona Guerra Mundial | Sense competició per la Segona Guerra Mundial |
| 1943 | Sense competició per la Segona Guerra Mundial | Sense competició per la Segona Guerra Mundial | Sense competició per la Segona Guerra Mundial |
| 1944 | Sense competició per la Segona Guerra Mundial | Sense competició per la Segona Guerra Mundial | Sense competició per la Segona Guerra Mundial |
| 1945 | Sense competició per la Segona Guerra Mundial | Sense competició per la Segona Guerra Mundial | Sense competició per la Segona Guerra Mundial |
| 1946 | Marcel Bernard                                | Jaroslav Drobny                               | 3−6, 2−6, 6−1, 6−4, 6−3                       |
| 1947 | Jozsef Asboth                                 | Eric Sturgess                                 | 8−6, 7−5, 6−4                                 |
| 1948 | Frank Parker                                  | Jaroslav Drobny                               | 6−4, 7−5, 5−7, 8−6                            |
| 1949 | Frank Parker (2)                              | Budge Patty                                   | 6−3, 1−6, 6−1, 6−4                            |
| 1950 | Budge Patty                                   | Jaroslav Drobny                               | 6−1, 6−2, 3−6, 5−7, 7−5                       |
| 1951 | Jaroslav Drobny                               | Eric Sturgess                                 | 6−3, 6−3, 6−3                                 |
| 1952 | Jaroslav Drobny (2)                           | Frank Sedgman                                 | 6−2, 6−0, 3−6, 6−4                            |
| 1953 | Ken Rosewall                                  | Vic Seixas                                    | 6−3, 6−4, 1−6, 6−2                            |
| 1954 | Tony Trabert                                  | Art Larsen                                    | 6−4, 7−5, 6−1                                 |
| 1955 | Tony Trabert                                  | Sven Davidson                                 | 2−6, 6−1, 6−4, 6−2                            |
| 1956 | Lewis Hoad (2)                                | Sven Davidson                                 | 6−4, 8−6, 6−3                                 |
| 1957 | Sven Davidson                                 | Herbert Flam                                  | 6−3, 6−4, 6−4                                 |
| 1958 | Mervyn Rose                                   | Luis Ayala                                    | 6−3, 6−4, 6−4                                 |
| 1959 | Nicola Pietrangeli                            | Ian Vermaak                                   | 3−6, 6−3, 6−4, 6−1                            |
| 1960 | Nicola Pietrangeli (2)                        | Luis Ayala                                    | 3−6, 6−3, 6−4, 4−6, 6−3                       |
| 1961 | Manuel Santana                                | Nicola Pietrangeli                            | 4−6, 6−1, 3−6, 6−0, 6−2                       |
| 1962 | Rod Laver                                     | Roy Emerson                                   | 3−6, 2−6, 6−3, 9−7, 6−2                       |
| 1963 | Roy Emerson                                   | Pierre Darmon                                 | 3−6, 6−1, 6−4, 6−4                            |
| 1964 | Manuel Santana (2)                            | Nicola Pietrangeli                            | 6−3, 6−1, 4−6, 7−5                            |
| 1965 | Fred Stolle                                   | Tony Roche                                    | 3−6, 6−0, 6−2, 6−3                            |
| 1966 | Tony Roche                                    | Istvan Gulyas                                 | 6−1, 6−4, 7−5                                 |
| 1967 | Roy Emerson (2)                               | Tony Roche                                    | 6−1, 6−4, 2−6, 6−2                            |

### Internationaux de France de tennis Open

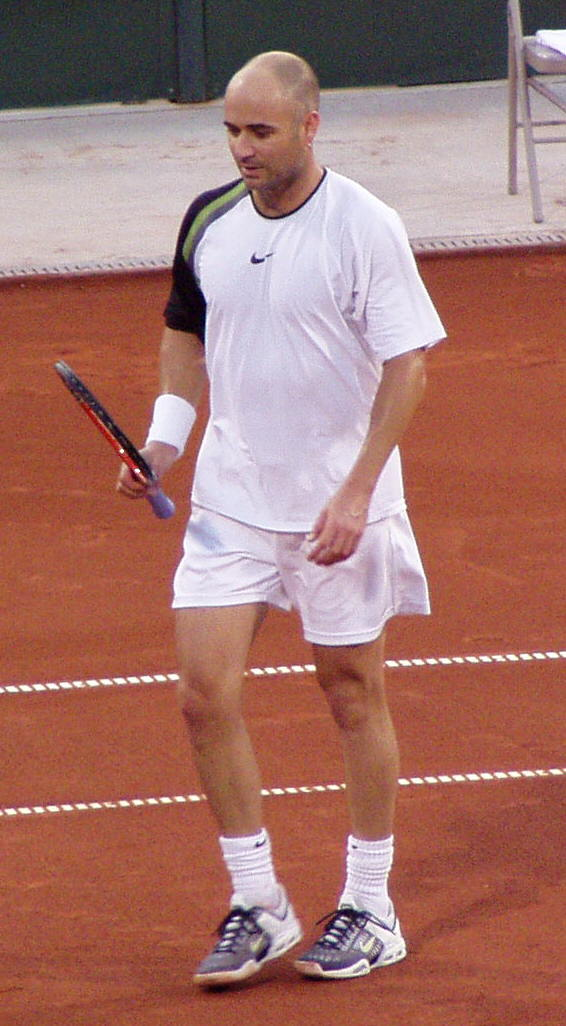
Andre Agassi va completar el Grand Slam en la carrera amb el títol de 1999.

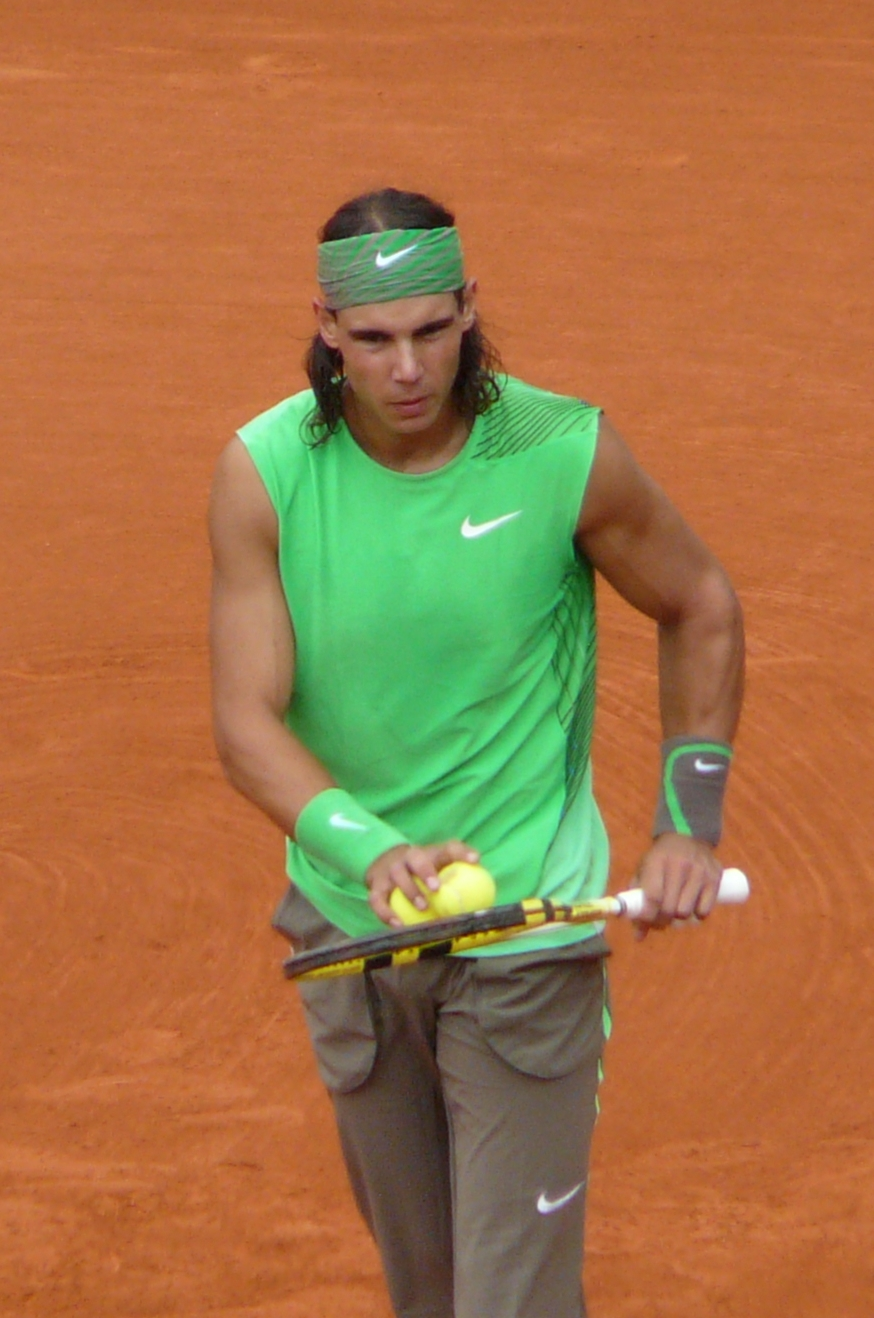
Rafael Nadal va guanyar catorze títols establint un rècord absolut en Grand Slams, cinc dels quals consecutius.

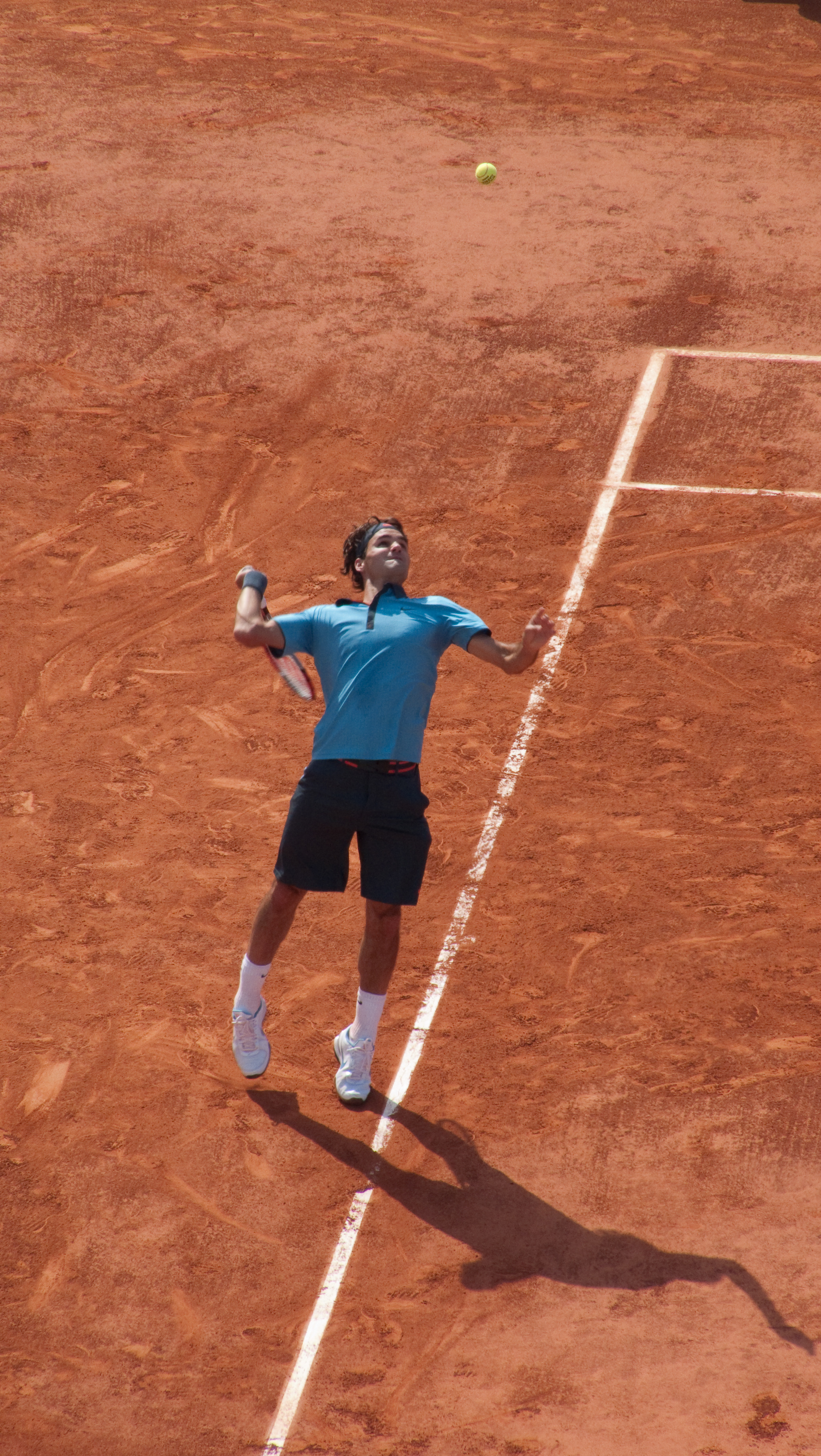
Roger Federer va completar el Grand Slam en la carrera amb el títol de 2009.

| Any  | Vencedor            | Finalista           | Resultat                            |
| ---- | ------------------- | ------------------- | ----------------------------------- |
| 1968 | Ken Rosewall        | Rod Laver           | 6−3, 6−1, 2−6, 6−2                  |
| 1969 | Rod Laver (2)       | Ken Rosewall        | 6−4, 6−3, 6−4                       |
| 1970 | Jan Kodes           | Željko Franulović   | 6−2, 6−4, 6−0                       |
| 1971 | Jan Kodes (2)       | Ilie Nastase        | 8−6, 6−2, 2−6, 7−5                  |
| 1972 | Andrés Gimeno       | Patrick Proisy      | 4−6, 6−3, 6−1, 6−1                  |
| 1973 | Ilie Nastase        | Niki Pilic          | 6−3, 6−3, 6−0                       |
| 1974 | Björn Borg          | Manuel Orantes      | 2−6, 6−7(1), 6−0, 6−1, 6−1          |
| 1975 | Björn Borg          | Guillermo Vilas     | 6−2, 6−3, 6−4                       |
| 1976 | Adriano Panatta     | Harold Solomon      | 6−1, 6−4, 4−6, 7−6                  |
| 1977 | Guillermo Vilas     | Brian Gottfried     | 6−0, 6−3, 6−0                       |
| 1978 | Björn Borg          | Guillermo Vilas     | 6−1, 6−1, 6−3                       |
| 1979 | Björn Borg          | Victor Pecci        | 6−3, 6−1, 6−7(6), 6−4               |
| 1980 | Björn Borg          | Vitas Gerulaitis    | 6−4, 6−1, 6−2                       |
| 1981 | Björn Borg (6)      | Ivan Lendl          | 6−1, 4−6, 6−2, 3−6, 6−1             |
| 1982 | Mats Wilander       | Guillermo Vilas     | 1−6, 7−6(2), 6−0, 6−4               |
| 1983 | Yannick Noah        | Mats Wilander       | 6−2, 7−5, 7−6(3)                    |
| 1984 | Ivan Lendl          | John McEnroe        | 3−6, 2−6, 6−4, 7−5, 7−5             |
| 1985 | Mats Wilander       | Ivan Lendl          | 3−6, 6−4, 6−2, 6−2                  |
| 1986 | Ivan Lendl          | Mikael Pernfors     | 6−3, 6−2, 6−4                       |
| 1987 | Ivan Lendl (3)      | Mats Wilander       | 7−5, 6−2, 3−6, 7−6(3)               |
| 1988 | Mats Wilander (3)   | Henri Leconte       | 7−5, 6−2, 6−1                       |
| 1989 | Michael Chang       | Stefan Edberg       | 6−1, 3−6, 4−6, 6−4, 6−2             |
| 1990 | Andrés Gómez        | Andre Agassi        | 6−3, 2−6, 6−4, 6−4                  |
| 1991 | Jim Courier         | Andre Agassi        | 3−6, 6−4, 2−6, 6−1, 6−4             |
| 1992 | Jim Courier (2)     | Petr Korda          | 7−5, 6−2, 6−1                       |
| 1993 | Sergi Bruguera      | Jim Courier         | 6−4, 2−6, 6−2, 3−6, 6−3             |
| 1994 | Sergi Bruguera (2)  | Alberto Berasategui | 6−3, 7−5, 2−6, 6−1                  |
| 1995 | Thomas Muster       | Michael Chang       | 7−5, 6−2, 6−4                       |
| 1996 | Ievgueni Kàfelnikov | Michael Stich       | 7−6(4), 7−5, 7−6(4)                 |
| 1997 | Gustavo Kuerten     | Sergi Bruguera      | 6−3, 6−4, 6−2                       |
| 1998 | Carles Moyà         | Àlex Corretja       | 6−3, 7−5, 6−3                       |
| 1999 | Andre Agassi        | Andreï Medvedev     | 1−6, 2−6, 6−4, 6−3, 6−4             |
| 2000 | Gustavo Kuerten     | Magnus Norman       | 6−2, 6−3, 2−6, 7−6(6)               |
| 2001 | Gustavo Kuerten (3) | Àlex Corretja       | 6−7(3), 7−5, 6−2, 6−0               |
| 2002 | Albert Costa        | Juan Carlos Ferrero | 6−1, 6−0, 4−6, 6−3                  |
| 2003 | Juan Carlos Ferrero | Martin Verkerk      | 6−1, 6−3, 6−2                       |
| 2004 | Gastón Gaudio       | Guillermo Coria     | 0−6, 3−6, 6−4, 6−1, 8−6             |
| 2005 | Rafael Nadal        | Mariano Puerta      | 6−7, 6−3, 6−1, 7−5                  |
| 2006 | Rafael Nadal        | Roger Federer       | 1−6, 6−1, 6−4, 7−6                  |
| 2007 | Rafael Nadal        | Roger Federer       | 6−3, 4−6, 6−3, 6−4                  |
| 2008 | Rafael Nadal        | Roger Federer       | 6−1, 6−3, 6−0                       |
| 2009 | Roger Federer       | Robin Söderling     | 6−1, 7−6(1), 6−4                    |
| 2010 | Rafael Nadal        | Robin Söderling     | 6−4, 6−2, 6−4                       |
| 2011 | Rafael Nadal        | Roger Federer       | 7−5, 7−6(3), 5−7, 6−1               |
| 2012 | Rafael Nadal        | Novak Đoković       | 6−4, 6−3, 2−6, 7−5                  |
| 2013 | Rafael Nadal        | David Ferrer        | 6−3, 6−2, 6−3                       |
| 2014 | Rafael Nadal        | Novak Đoković       | 3−6, 7−5, 6−2, 6−4                  |
| 2015 | Stan Wawrinka       | Novak Đoković       | 4−6, 6−4, 6−3, 6−4                  |
| 2016 | Novak Đoković       | Andy Murray         | 3−6, 6−1, 6−2, 6−4                  |
| 2017 | Rafael Nadal        | Stan Wawrinka       | 6−2, 6−3, 6−1                       |
| 2018 | Rafael Nadal        | Dominic Thiem       | 6−4, 6−3, 6−2                       |
| 2019 | Rafael Nadal        | Dominic Thiem       | 6−3, 5−7, 6−1, 6−1                  |
| 2020 | Rafael Nadal        | Novak Đoković       | 6−0, 6−2, 7−5                       |
| 2021 | Novak Đoković       | Stéfanos Tsitsipàs  | 6−7(6), 2−6, 6−3, 6−2, 6−4          |
| 2022 | Rafael Nadal (14)   | Casper Ruud         | 6−3, 6−3, 6−0                       |
| 2023 | Novak Đoković (3)   | Casper Ruud         | 7−6(1), 6−3, 7−5                    |
| 2024 | Carlos Alcaraz      | Alexander Zverev    | 6−3, 2−6, 5−7, 6−1, 6−2             |
| 2025 | Carlos Alcaraz (2)  | Jannik Sinner       | 4−6, 6−7(4), 6−4, 7−6(3), 7−6(10−2) |

## Estadístiques

### Campions múltiples
| Tennistes en actiu |

| Tennista            | Era Amateur (França) | Era Amateur (Internacional) | Era Open | Total | Anys                                                                               |
| ------------------- | -------------------- | --------------------------- | -------- | ----- | ---------------------------------------------------------------------------------- |
| Rafael Nadal        | 0                    | 0                           | 14       | 14    | 2005, 2006, 2007, 2008, 2010, 2011, 2012, 2013, 2014, 2017, 2018, 2019, 2020, 2022 |
| Max Decugis         | 8                    | 0                           | 0        | 8     | 1903, 1904, 1907, 1908, 1909, 1912, 1913, 1914                                     |
| Björn Borg          | 0                    | 0                           | 6        | 6     | 1974, 1975, 1978, 1979, 1980, 1981                                                 |
| Henri Cochet        | 1                    | 4                           | 0        | 5     | 1922, 1926, 1928, 1930, 1932                                                       |
| Paul Aymé           | 4                    | 0                           | 0        | 4     | 1897, 1898, 1899, 1900                                                             |
| André Vacherot      | 4                    | 0                           | 0        | 4     | 1894, 1895, 1896, 1901                                                             |
| Novak Đoković       | 0                    | 0                           | 3        | 3     | 2016, 2021, 2023                                                                   |
| Maurice Germot      | 3                    | 0                           | 0        | 3     | 1905, 1906, 1910                                                                   |
| Gustavo Kuerten     | 0                    | 0                           | 3        | 3     | 1997, 2000, 2001                                                                   |
| René Lacoste        | 0                    | 3                           | 0        | 3     | 1925, 1927, 1929                                                                   |
| Ivan Lendl          | 0                    | 0                           | 3        | 3     | 1984, 1986, 1987                                                                   |
| Mats Wilander       | 0                    | 0                           | 3        | 3     | 1982, 1985, 1988                                                                   |
| Carlos Alcaraz      | 0                    | 0                           | 2        | 2     | 2024, 2025                                                                         |
| Jean Borotra        | 1                    | 1                           | 0        | 2     | 1924, 1931                                                                         |
| Sergi Bruguera      | 0                    | 0                           | 2        | 2     | 1993, 1994                                                                         |
| Jim Courier         | 0                    | 0                           | 2        | 2     | 1991, 1992                                                                         |
| Gottfried von Cramm | 0                    | 2                           | 0        | 2     | 1934, 1936                                                                         |
| Jaroslav Drobný     | 0                    | 2                           | 0        | 2     | 1951, 1952                                                                         |
| Roy Emerson         | 0                    | 2                           | 0        | 2     | 1963, 1967                                                                         |
| André Gobert        | 2                    | 0                           | 0        | 2     | 1911, 1920                                                                         |
| Jan Kodeš           | 0                    | 0                           | 2        | 2     | 1970, 1971                                                                         |
| Rod Laver           | 0                    | 1                           | 1        | 2     | 1962, 1969                                                                         |
| Frank Parker        | 0                    | 2                           | 0        | 2     | 1948, 1949                                                                         |
| Nicola Pietrangeli  | 0                    | 2                           | 0        | 2     | 1959, 1960                                                                         |
| Ken Rosewall        | 0                    | 1                           | 1        | 2     | 1953, 1968                                                                         |
| Manuel Santana      | 0                    | 2                           | 0        | 2     | 1961, 1964                                                                         |
| Tony Trabert        | 0                    | 2                           | 0        | 2     | 1954, 1955                                                                         |

### Campions per països
| Països desapareguts |

| País             | Era Amateur (França) | Era Amateur (Internacional) | Era Open | Total | Primer títol | Últim títol |
| ---------------- | -------------------- | --------------------------- | -------- | ----- | ------------ | ----------- |
| França           | 28                   | 9                           | 1        | 38    | 1892         | 1983        |
| / Espanya        | 0                    | 2                           | 22       | 24    | 1961         | 2025        |
| Austràlia        | 0                    | 9                           | 2        | 11    | 1933         | 1969        |
| Estats Units     | 0                    | 7                           | 4        | 11    | 1938         | 1999        |
| Suècia           | 0                    | 1                           | 9        | 10    | 1957         | 1988        |
| Txecoslovàquia 1 | 0                    | 0                           | 5        | 5     | 1970         | 1987        |
| / Alemanya 2     | 0                    | 3                           | 0        | 3     | 1934         | 1937        |
| Brasil           | 0                    | 0                           | 3        | 3     | 1997         | 2001        |
| Itàlia           | 0                    | 2                           | 1        | 3     | 1959         | 1976        |
| Sèrbia           | 0                    | 0                           | 3        | 3     | 2016         | 2023        |
| Argentina        | 0                    | 0                           | 2        | 2     | 1977         | 2004        |
| / Egipte         | 0                    | 2                           | 0        | 2     | 1951         | 1952        |
| Regne Unit 3     | 1                    | 1                           | 0        | 2     | 1891         | 1935        |
| Suïssa           | 0                    | 0                           | 2        | 2     | 2009         | 2015        |
| Àustria          | 0                    | 1                           | 1        | 1     | 1995         | 1995        |
| Equador          | 0                    | 0                           | 1        | 1     | 1990         | 1990        |
| / Hongria        | 0                    | 1                           | 0        | 1     | 1947         | 1947        |
| / Romania        | 0                    | 0                           | 1        | 1     | 1973         | 1973        |
| Rússia           | 0                    | 0                           | 1        | 1     | 1996         | 1996        |